# الحر بن قيس الفزازي
أبو خرشة الحر بن قيس بن حصن بن حذيفة الفزازي الذبياني صحابي ابن أخي عيينة بن حصن، كان أحد الوافدين الذين قدموا على رسول الله صلى الله عليه وآله وسلم من فزازة من مرجعه من غزوة تبوك.

## نسبه
- أبوه : قيس بن حصن بن حذيفة بن بدر بن عمرو بن جوية بن لوذان بن ثعلبة بن عدي بن فزارة بن ذبيان بن بغيض بن ريث بن غطفان بن سعد بن قيس عيلان بن مضر بن نزار بن معد بن عدنان.[1]

## وفد بني فزازة
قال محمد بن عمر: حدّثني عبد الله بن محمد بن عمر الجُمَحي عن أبي وَجْزَة قال: لما رجع رسول الله، صلى الله عليه وسلم ، من تَبوك قدم عليه وفد بني فَزَارة بضعة عشر رجلًا فيهم الحُرّ بن قيس بن حصن وكان أصغرهم، فنزلوا في دار رَمْلَة بنت الحَدَث، وجاءوا على رِكَاب عِجَافٍ وهم مُسْنِتُون، وجاءوا رسول الله، - صلى الله عليه وسلم -، مُقِرِّين بالإسلام

## في عهد عمر بن الخطاب
عن ابن عباس رضي الله عنهما قال : قَدِمَ عُيَيْنَةُ بْنُ حِصْنِ بْنِ حُذَيْفَةَ، فَنَزَلَ عَلَى ابْنِ أَخِيهِ الْحُرِّ بْنِ قَيْسٍ، وَكَانَ مِنَ النَّفَرِ الَّذِينَ يُدْنِيهِمْ عُمَرُ، وَكَانَ الْقُرَّاءُ أَصْحَابَ مَجَالِسِ عُمَرَ وَمُشَاوَرَتِهِ، كُهُولاً كَانُوا، أَوْ شُبَّانًا، فَقَالَ عُيَيْنَةُ لاِبْنِ أَخِيهِ: يَا ابْنَ أَخِي، هَلْ لَكَ وَجْهٌ عِنْدَ هَذَا الأَمِيرِ، فَاسْتَأْذِنْ لِي عَلَيْهِ، قَالَ: سَأَسْتَأْذِنُ لَكَ عَلَيْهِ. قَالَ ابْنُ عَبَّاسٍ: فَاسْتَأْذَنَ الْحُرُّ لِعُيَيْنَةَ، فَأَذِنَ لَهُ عُمَرُ، فَلَمَّا دَخَلَ عَلَيْهِ قَالَ: هِيْ يَا ابْنَ الْخَطَّابِ، فَوَاللهِ، مَا تُعْطِينَا الْجَزْلَ، وَلاَ تَحْكُمُ بَيْنَنَا بِالْعَدْلِ، فَغَضِبَ عُمَرُ، حَتَّى هَمَّ أَنْ يُوقِعَ بِهِ، فَقَالَ لَهُ الْحُرُّ: يَا أَمِيرَ الْمُؤْمِنِينَ، إِنَّ اللهَ تَعَالَى قَالَ لِنَبِيِّهِ صلى الله عليه وسلم: (خُذِ الْعَفْوَ وَأْمُرْ بِالْعُرْفِ وَأَعْرِضْ عَنْ الْجَاهِلِينَ) وَإِنَّ هَذَا مِنْ الْجَاهِلِينَ، وَاللهِ مَا جَاوَزَهَا عُمَرُ حِينَ تَلاَهَا عَلَيْهِ، وَكَانَ وَقَّافًا عِنْدَ كِتَابِ اللهِ.